# Halostachys belangeriana
Halostachys belangeriana là loài thực vật có hoa thuộc họ Dền. Loài này được (Moq.) Botsch. mô tả khoa học lần đầu tiên năm 1954.